# Juraj Kucka
Juraj Kucka (pronuncia [ˈjuraj ˈkutska]; Bojnice, 26 febbraio 1987) è un calciatore slovacco, centrocampista dello Banik Prievidza e della nazionale slovacca.

## Biografia
Juraj Kucka nasce a Bojnice, nelle vicinanze di Prievidza, in una famiglia di calciatori: i fratelli Tomáš e Patrik sono calciatori professionisti; anche il padre ha lavorato in diverse squadre. Gli sport preferiti di Kucka, che gioca a calcio fin da quando aveva cinque anni, sono il calcio e l'hockey su ghiaccio.
Soprannominato "Il Panzer" o "Il carroarmato" per le sue imponenti doti fisiche e per saper recuperare il possesso e ripartire rapidamente palla al piede, il suo vero soprannome è Kuco, che dalla stagione 2014-2015 usa anche sulla maglia.

## Caratteristiche tecniche
Calciatore che può ricoprire più ruoli dal mediano alla mezzala, va spesso alla ricerca del tiro da fuori area. Forte fisicamente e dotato di discreta tecnica, è anche un ottimo colpitore di testa. Bravo a muoversi senza palla e negli inserimenti, si distingue pure per personalità e temperamento. È anche un buon rigorista. Il suo gioco molto fisico lo porta a rischiare qualche cartellino in più.

## Carriera

### Club

#### Giovanili
La carriera di Kucka inizia nel Baník Prievidza, squadra nella quale milita in tutte le giovanili. In questa squadra Kucka gioca in diverse posizioni. Nel 2002, a 15 anni, si trasferisce da Prievidza a Banská Bystrica, dopo aver collezionato 24 presenze ed una rete con il Baník. A Radvaň Kucka frequenta le scuole superiori, continuando a giocare a calcio nel Junior Radvaň. Al Junior Radvaň gioca 14 incontri e sigla 3 marcature il primo anno con l'Under-16 e 3 partite, realizzando 1 rete, con l'Under-18; il secondo anno gioca solo 3 partite senza segnare con l'Under-16 e ben 22 partite, marcando un gol, con l'Under-18.
Dopo un paio di anni, nel 2004, Kucka viene scelto da Patrik Palider per giocare il campionato regionale a Podbrezová, con il FO ŽP Šport Podbrezová. A Podbrezová debutta in squadra dopo poco tempo, e nell'anno successivo incomincia a giocare con i professionisti, firmando il suo primo contratto da professionista. Realizza la sua prima rete contro la squadra di Rimavská Sobota. Nel dicembre 2006 il Ružomberok si interessa al giocatore: Kucka supera il provino con il Ružomberok e firma il contratto con la nuova società. Sotto la guida di due allenatori Kucka lascia la città di Podbrezová dopo aver totalizzato 42 presenze e 3 reti.

#### Ružomberok e Sparta Praga
Nel 2007 passa agli slovacchi del Ružomberok, squadra che gioca regolarmente la prima divisione slovacca. Con l'arrivo dell'allenatore František Komňacký al posto di Uličný, Kucka gioca le prime partite nelle giovanili del Ružomberok. Kucka non coglie successi né in campionato (7º posto), né in coppa, ma segna 8 goal in 48 partite di campionato giocando da titolare fino al 2008, quando è acquistato dallo Sparta Praga, squadra ceca. Durante il periodo in Slovacchia Kucka riceve la sua prima convocazione per la Nazionale slovacca. Il calciatore firma un contratto triennale con i boemi. Nella squadra della capitale arriva al secondo posto in campionato e in seguito vince la Coppa della Repubblica Ceca (4-3 ai rigori contro lo Slovan Liberec dopo lo 0-0). Vince il suo primo campionato 2009-2010 grazie al passo falso del Baník Ostrava che regala allo Sparta Praga il campionato, pur concludendo il torneo senza mai perdere (16 vittorie e 14 pareggi).

#### Genoa
Nel gennaio 2011 viene acquistato dalla squadra italiana del Genoa per una cifra intorno ai 3 milioni di euro, con cui firma un contratto di quattro anni e mezzo. Tesserato l'11 gennaio, esordisce il giorno seguente giocando titolare in Inter-Genoa (3-2) di Coppa Italia. Il 16 gennaio esordisce nel campionato 2010-2011, giocando da titolare in Genoa-Udinese (2-4). Chiude la stagione con 17 presenze in campionato e una in Coppa Italia.
Il 31 agosto viene definito lo scambio di compartecipazioni tra Kucka e il portiere Emiliano Viviano dell'Inter. I due giocatori rimangono ancora nei rispettivi club in prestito fino al 2012 (anche se poi Viviano è passato a gennaio al Palermo). Il 18 settembre realizza la sua prima rete in Italia, contro la Lazio, segnando la rete del 2-1 per il Genoa. Il 22 giugno 2012, senza mai aver indossato la maglia dell'Inter, la compartecipazione viene risolta a favore del Genoa, che sborsa alla società meneghina 7 milioni di euro per l'altra metà del cartellino.
Deferito per i fatti di Genoa-Siena (1-4) del campionato 2011-2012 (pressioni da parte dei tifosi allo stadio con i giocatori che si dovettero togliere la maglia), il 6 ottobre 2012 la Procura federale ha chiesto 30.000 euro di multa per Kucka e altri suoi quattordici compagni di squadra. Il 2 settembre 2012 segna il suo primo gol stagionale in occasione della trasferta di Catania, portando in momentaneo vantaggio i Grifoni nella gara poi persa 3-2. Si ripete poi il 21 ottobre segnando un gol in occasione della sconfitta interna contro la Roma e il 17 febbraio 2013 sempre a Marassi siglando il gol vittoria contro l'Udinese. Chiude la stagione con 33 presenze e 3 gol.
Nella stagione seguente segna il suo primo gol stagionale il 3 novembre a Roma in occasione della vittoria per 2-0 contro la Lazio, siglando il momentaneo 1-0 per i grifoni. Con l'avvento di Gasperini sulla panchina del Genoa al posto di Liverani Kucka viene spostato esterno sinistro d'attacco nel 3-4-3 del tecnico di Grugliasco. A causa della rottura del legamento crociato anteriore al ginocchio sinistro rimediato in occasione della trasferta dell'8 dicembre contro il Cagliari, chiude la stagione con solo 11 presenze e 2 gol.
Fa il suo esordio stagionale il 31 agosto alla prima giornata di campionato contro il Napoli. Il 2 novembre segna il suo primo gol stagionale siglando il definitivo 4-2 per il Genoa allo Stadio Friuli sull'Udinese. Segna il suo secondo gol della stagione 2014-2015 il 23 maggio contro l'Inter, siglando la rete della vittoria dei grifoni per 3-2.

#### Milan
Il 28 agosto 2015, a 28 anni, viene ceduto per 4 milioni di euro al Milan, con cui firma un contratto quadriennale e sceglie di indossare la maglia numero 27. Debutta con la squadra rossonera il giorno seguente, in occasione della partita vinta per 2-1 in casa contro l'Empoli, valevole per la seconda giornata di campionato. Segna il suo primo gol con il Milan il 9 gennaio 2016 allo Stadio Olimpico contro la Roma (1-1).
La stagione successiva cambia numero di maglia, passando al 33. Il 16 ottobre 2016 segna il suo secondo gol in maglia rossonera (primo stagionale), con una conclusione dai 25 metri in occasione della partita esterna contro il Chievo. Il 23 dicembre conquista per la prima volta la Supercoppa italiana ai danni della Juventus.

#### Trabzonspor
Il 7 luglio 2017 passa ufficialmente al Trabzonspor a titolo definitivo per una cifra di 6 milioni di euro.

#### Parma
Il 15 gennaio 2019, dopo 38 presenze e 3 gol nel complesso, dopo un anno e mezzo in Turchia fa ritorno in Italia venendo acquistato dal Parma, squadra con cui firma un contratto fino al 2022. Quattro giorni dopo debutta con gli emiliani nel successo in casa dell'Udinese (1-2) subentrando al 73' ad Alessandro Deiola. Segna il primo gol con i ducali il 16 febbraio, realizzando il gol del momentaneo vantaggio in casa del Cagliari, nella partita persa poi per 2-1. In due anni e mezzo con i ducali mette insieme 74 presenze e 17 gol in tutto.

#### Watford
Il 6 agosto 2021, dopo la retrocessione del club emiliano, viene ceduto in prestito al Watford, dove non riesce a contribuire alla salvezza del club inglese

#### Slovan Bratislava
Il 23 giugno 2022 firma un contratto di due stagioni con lo Slovan Bratislava, tornando in patria dopo 13 anni e ritrovando Vladimír Weiss come allenatore, lo stesso che lo fece debuttare nella Nazionale Maggiore e con cui ha partecipato ai mondiali 2010.

### Nazionale
Dopo aver militato, tra il 2007 e il 2008, nella nazionale Under-21, fa il suo esordio in Nazionale maggiore il 19 novembre 2008 in occasione della partita amichevole vinta 4-0 contro il Liechtenstein. Nel 2010 partecipa al Campionato del Mondo in Sudafrica, raggiungendo gli ottavi di finale. Segna il suo primo gol con la maglia della nazionale il 10 agosto 2011 nella partita amichevole vinta 2-1 contro l'Austria. Convocato per gli Europei 2016 in Francia, scende in campo in tutte e 4 le sfida disputate dagli slovacchi in occasione nella rassegna continentale.
L'8 settembre 2023 raggiunge quota 100 presenze con la selezione mitteleuropea in occasione della sfida persa 0-1 contro il Portogallo.

## Statistiche

### Presenze e reti nei club
Statistiche aggiornate al 18 settembre 2024.
| Stagione                 | Squadra                  | Campionato               | Campionato | Campionato | Coppe nazionali | Coppe nazionali | Coppe nazionali | Coppe continentali | Coppe continentali | Coppe continentali | Altre coppe | Altre coppe | Altre coppe | Totale | Totale |
| Stagione                 | Squadra                  | Comp                     | Pres       | Reti       | Comp            | Pres            | Reti            | Comp               | Pres               | Reti               | Comp        | Pres        | Reti        | Pres   | Reti   |
| ------------------------ | ------------------------ | ------------------------ | ---------- | ---------- | --------------- | --------------- | --------------- | ------------------ | ------------------ | ------------------ | ----------- | ----------- | ----------- | ------ | ------ |
| 2004-2005                | Podbrezová               | 1L                       | 2          | 0          | -               | -               | -               | -                  | -                  | -                  | -           | -           | -           | 2      | 0      |
| 2005-2006                | Podbrezová               | 1L                       | 19         | 2          | -               | -               | -               | -                  | -                  | -                  | -           | -           | -           | 19     | 2      |
| 2006-gen. 2007           | Podbrezová               | 1L                       | 21         | 1          | -               | -               | -               | -                  | -                  | -                  | -           | -           | -           | 21     | 1      |
| Totale Podbrezová        | Totale Podbrezová        | Totale Podbrezová        | 42         | 3          |                 |                 |                 |                    |                    |                    |             |             |             | 42     | 3      |
| gen.-giu. 2007           | Ružomberok               | SL                       | 6          | 0          | -               | -               | -               | -                  | -                  | -                  | -           | -           | -           | 6      | 0      |
| 2007-2008                | Ružomberok               | SL                       | 24         | 5          | -               | -               | -               | -                  | -                  | -                  | -           | -           | -           | 24     | 5      |
| 2008-gen. 2009           | Ružomberok               | SL                       | 18         | 3          | -               | -               | -               | -                  | -                  | -                  | -           | -           | -           | 18     | 3      |
| Totale Ružomberok        | Totale Ružomberok        | Totale Ružomberok        | 48         | 8          |                 |                 |                 |                    |                    |                    |             |             |             | 48     | 8      |
| gen.-giu. 2009           | Sparta Praga             | 1L                       | 12         | 3          | CC              | 4               | 0               | -                  | -                  | -                  | -           | -           | -           | 16     | 3      |
| 2009-2010                | Sparta Praga             | 1L                       | 20         | 5          | CC              | 2               | 0               | UEL                | 5                  | 1                  | -           | -           | -           | 27     | 6      |
| 2010-gen. 2011           | Sparta Praga             | 1L                       | 13         | 3          | -               | -               | -               | UCL+UEL            | 6+5                | 0+2                | CS          | 0           | 0           | 24     | 5      |
| Totale Sparta Praga      | Totale Sparta Praga      | Totale Sparta Praga      | 45         | 11         |                 | 6               | 0               |                    | 16                 | 3                  |             | 0           | 0           | 67     | 14     |
| gen.-giu. 2011           | Genoa                    | A                        | 17         | 0          | CI              | 1               | 0               | -                  | -                  | -                  | -           | -           | -           | 18     | 0      |
| 2011-2012                | Genoa                    | A                        | 26         | 2          | CI              | 3               | 0               | -                  | -                  | -                  | -           | -           | -           | 29     | 2      |
| 2012-2013                | Genoa                    | A                        | 33         | 3          | CI              | 0               | 0               | -                  | -                  | -                  | -           | -           | -           | 33     | 3      |
| 2013-2014                | Genoa                    | A                        | 11         | 2          | CI              | 1               | 0               | -                  | -                  | -                  | -           | -           | -           | 12     | 2      |
| 2014-2015                | Genoa                    | A                        | 34         | 2          | CI              | 0               | 0               | -                  | -                  | -                  | -           | -           | -           | 34     | 2      |
| ago. 2015                | Genoa                    | A                        | 1          | 0          | CI              | 0               | 0               | -                  | -                  | -                  | -           | -           | -           | 1      | 0      |
| Totale Genoa             | Totale Genoa             | Totale Genoa             | 122        | 9          |                 | 5               | 0               |                    | -                  | -                  |             | -           | -           | 127    | 9      |
| 2015-2016                | Milan                    | A                        | 29         | 1          | CI              | 5               | 0               | -                  | -                  | -                  | -           | -           | -           | 34     | 1      |
| 2016-2017                | Milan                    | A                        | 30         | 3          | CI              | 2               | 1               | -                  | -                  | -                  | SI          | 1           | 0           | 33     | 4      |
| Totale Milan             | Totale Milan             | Totale Milan             | 59         | 4          |                 | 7               | 1               |                    | -                  | -                  |             | 1           | 0           | 67     | 5      |
| 2017-2018                | Trabzonspor              | SL                       | 25         | 3          | TK              | 3               | 0               | -                  | -                  | -                  | -           | -           | -           | 28     | 3      |
| 2018-gen. 2019           | Trabzonspor              | SL                       | 8          | 0          | TK              | 2               | 0               | -                  | -                  | -                  | -           | -           | -           | 10     | 0      |
| Totale Trabzonspor       | Totale Trabzonspor       | Totale Trabzonspor       | 33         | 3          |                 | 5               | 0               |                    | -                  | -                  |             | -           | -           | 38     | 3      |
| gen.-giu. 2019           | Parma                    | A                        | 18         | 4          | CI              | -               | -               | -                  | -                  | -                  | -           | -           | -           | 18     | 4      |
| 2019-2020                | Parma                    | A                        | 26         | 6          | CI              | 2               | 0               | -                  | -                  | -                  | -           | -           | -           | 28     | 6      |
| 2020-2021                | Parma                    | A                        | 28         | 7          | CI              | 0               | 0               | -                  | -                  | -                  | -           | -           | -           | 28     | 7      |
| Totale Parma             | Totale Parma             | Totale Parma             | 72         | 17         |                 | 2               | 0               |                    | -                  | -                  |             | -           | -           | 74     | 17     |
| 2021-2022                | Watford                  | PL                       | 26         | 1          | FACup+CdL       | 1+0             | 0               | -                  | -                  | -                  | -           | -           | -           | 27     | 1      |
| 2022-2023                | Slovan Bratislava        | SL                       | 18+10      | 6          | CS              | 7               | 0               | UCL+UEL+UECL       | 4+2+9              | 0+0+2              | -           | -           | -           | 50     | 8      |
| 2023-2024                | Slovan Bratislava        | SL                       | 18+5       | 3          | CS              | 2               | 0               | UCL+UEL+UECL       | 4+2+8              | 0+0+2              | -           | -           | -           | 39     | 5      |
| 2024-2025                | Slovan Bratislava        | SL                       | 2          | 0          | CS              | 1               | 0               | UCL                | 9                  | 2                  | -           | -           | -           | 12     | 2      |
| Totale Slovan Bratislava | Totale Slovan Bratislava | Totale Slovan Bratislava | 53         | 9          |                 | 10              | 0               |                    | 38                 | 6                  |             | -           | -           | 101    | 15     |
| Totale carriera          | Totale carriera          | Totale carriera          | 500        | 65         |                 | 36              | 1               |                    | 54                 | 9                  |             | 1           | 0           | 591    | 75     |

### Cronologia presenze e reti in nazionale
| Cronologia completa delle presenze e delle reti in nazionale ― Slovacchia | Cronologia completa delle presenze e delle reti in nazionale ― Slovacchia | Cronologia completa delle presenze e delle reti in nazionale ― Slovacchia | Cronologia completa delle presenze e delle reti in nazionale ― Slovacchia | Cronologia completa delle presenze e delle reti in nazionale ― Slovacchia | Cronologia completa delle presenze e delle reti in nazionale ― Slovacchia | Cronologia completa delle presenze e delle reti in nazionale ― Slovacchia | Cronologia completa delle presenze e delle reti in nazionale ― Slovacchia |
| Data                                                                      | Città                                                                     | In casa                                                                   | Risultato                                                                 | Ospiti                                                                    | Competizione                                                              | Reti                                                                      | Note                                                                      |
| ------------------------------------------------------------------------- | ------------------------------------------------------------------------- | ------------------------------------------------------------------------- | ------------------------------------------------------------------------- | ------------------------------------------------------------------------- | ------------------------------------------------------------------------- | ------------------------------------------------------------------------- | ------------------------------------------------------------------------- |
| 19-11-2008                                                                | Žilina                                                                    | Slovacchia                                                                | 4 – 0                                                                     | Liechtenstein                                                             | Amichevole                                                                | -                                                                         | 53’                                                                       |
| 10-2-2009                                                                 | Limassol                                                                  | Slovacchia                                                                | 2 – 3                                                                     | Ucraina                                                                   | Torneo di Cipro 2009 - Semifinale                                         | -                                                                         | 57’                                                                       |
| 11-2-2009                                                                 | Nicosia                                                                   | Cipro                                                                     | 3 – 2                                                                     | Slovacchia                                                                | Torneo di Cipro 2009 - Finale 3º posto                                    | -                                                                         | 60’                                                                       |
| 14-11-2009                                                                | Bratislava                                                                | Slovacchia                                                                | 1 – 0                                                                     | Stati Uniti                                                               | Amichevole                                                                | -                                                                         | 82’                                                                       |
| 17-11-2009                                                                | Žilina                                                                    | Slovacchia                                                                | 1 – 2                                                                     | Cile                                                                      | Amichevole                                                                | -                                                                         | 33’                                                                       |
| 29-5-2010                                                                 | Klagenfurt am Wörthersee                                                  | Slovacchia                                                                | 1 – 1                                                                     | Camerun                                                                   | Amichevole                                                                | -                                                                         | 77’                                                                       |
| 15-6-2010                                                                 | Rustenburg                                                                | Nuova Zelanda                                                             | 1 – 1                                                                     | Slovacchia                                                                | Mondiali 2010 - 1º turno                                                  | -                                                                         | 90+1’                                                                     |
| 24-6-2010                                                                 | Johannesburg                                                              | Slovacchia                                                                | 3 – 2                                                                     | Italia                                                                    | Mondiali 2010 - 1º turno                                                  | -                                                                         |                                                                           |
| 28-6-2010                                                                 | Durban                                                                    | Paesi Bassi                                                               | 2 – 1                                                                     | Slovacchia                                                                | Mondiali 2010 - Ottavi di finale                                          | -                                                                         | 39’                                                                       |
| 11-8-2010                                                                 | Bratislava                                                                | Slovacchia                                                                | 1 – 1                                                                     | Croazia                                                                   | Amichevole                                                                | -                                                                         | 46’                                                                       |
| 3-9-2010                                                                  | Bratislava                                                                | Slovacchia                                                                | 1 – 0                                                                     | Macedonia                                                                 | Qual. Euro 2012                                                           | -                                                                         | 76’                                                                       |
| 7-9-2010                                                                  | Mosca                                                                     | Russia                                                                    | 0 – 1                                                                     | Slovacchia                                                                | Qual. Euro 2012                                                           | -                                                                         | 38’ 58’                                                                   |
| 8-10-2010                                                                 | Erevan                                                                    | Armenia                                                                   | 3 – 1                                                                     | Slovacchia                                                                | Qual. Euro 2012                                                           | -                                                                         | 57’                                                                       |
| 12-10-2010                                                                | Žilina                                                                    | Slovacchia                                                                | 1 – 1                                                                     | Irlanda                                                                   | Qual. Euro 2012                                                           | -                                                                         |                                                                           |
| 9-2-2011                                                                  | Lussemburgo                                                               | Lussemburgo                                                               | 2 – 1                                                                     | Slovacchia                                                                | Amichevole                                                                | -                                                                         | 64’                                                                       |
| 4-6-2011                                                                  | Bratislava                                                                | Slovacchia                                                                | 1 – 0                                                                     | Andorra                                                                   | Qual. Euro 2012                                                           | -                                                                         | 46’                                                                       |
| 10-8-2011                                                                 | Klagenfurt                                                                | Austria                                                                   | 1 – 2                                                                     | Slovacchia                                                                | Amichevole                                                                | 1                                                                         | 79’                                                                       |
| 2-9-2011                                                                  | Dublino                                                                   | Irlanda                                                                   | 0 – 0                                                                     | Slovacchia                                                                | Qual. Euro 2012                                                           | -                                                                         | 66’ 77’                                                                   |
| 7-10-2011                                                                 | Žilina                                                                    | Slovacchia                                                                | 0 – 1                                                                     | Russia                                                                    | Qual. Euro 2012                                                           | -                                                                         | 74’                                                                       |
| 11-10-2011                                                                | Skopje                                                                    | Macedonia                                                                 | 1 – 1                                                                     | Slovacchia                                                                | Qual. Euro 2012                                                           | -                                                                         |                                                                           |
| 29-2-2012                                                                 | Bursa                                                                     | Turchia                                                                   | 1 – 2                                                                     | Slovacchia                                                                | Amichevole                                                                | -                                                                         | 84’                                                                       |
| 26-5-2012                                                                 | Varsavia                                                                  | Polonia                                                                   | 1 – 0                                                                     | Slovacchia                                                                | Amichevole                                                                | -                                                                         | 81’                                                                       |
| 15-8-2012                                                                 | Copenaghen                                                                | Danimarca                                                                 | 1 – 3                                                                     | Slovacchia                                                                | Amichevole                                                                | -                                                                         | 46’                                                                       |
| 7-9-2012                                                                  | Vilnius                                                                   | Lituania                                                                  | 1 – 1                                                                     | Slovacchia                                                                | Qual. Mondiali 2014                                                       | -                                                                         | 87’                                                                       |
| 11-9-2012                                                                 | Bratislava                                                                | Slovacchia                                                                | 2 – 0                                                                     | Liechtenstein                                                             | Qual. Mondiali 2014                                                       | -                                                                         | 82’                                                                       |
| 16-10-2012                                                                | Bratislava                                                                | Slovacchia                                                                | 0 – 1                                                                     | Grecia                                                                    | Qual. Mondiali 2014                                                       | -                                                                         | 82’                                                                       |
| 6-2-2013                                                                  | Bruges                                                                    | Belgio                                                                    | 2 – 1                                                                     | Slovacchia                                                                | Amichevole                                                                | -                                                                         | 87’                                                                       |
| 22-3-2013                                                                 | Žilina                                                                    | Slovacchia                                                                | 1 – 1                                                                     | Lituania                                                                  | Qual. Mondiali 2014                                                       | -                                                                         |                                                                           |
| 26-3-2013                                                                 | Žilina                                                                    | Slovacchia                                                                | 0 – 0                                                                     | Svezia                                                                    | Amichevole                                                                | -                                                                         | 46’                                                                       |
| 14-8-2013                                                                 | Bucarest                                                                  | Romania                                                                   | 1 – 1                                                                     | Slovacchia                                                                | Amichevole                                                                | -                                                                         |                                                                           |
| 6-9-2013                                                                  | Zenica                                                                    | Bosnia ed Erzegovina                                                      | 0 – 1                                                                     | Slovacchia                                                                | Qual. Mondiali 2014                                                       | -                                                                         |                                                                           |
| 10-9-2013                                                                 | Žilina                                                                    | Slovacchia                                                                | 1 – 2                                                                     | Bosnia ed Erzegovina                                                      | Qual. Mondiali 2014                                                       | -                                                                         |                                                                           |
| 11-10-2013                                                                | Pireo                                                                     | Grecia                                                                    | 1 – 0                                                                     | Slovacchia                                                                | Qual. Mondiali 2014                                                       | -                                                                         |                                                                           |
| 15-10-2013                                                                | Riga                                                                      | Lettonia                                                                  | 2 – 2                                                                     | Slovacchia                                                                | Qual. Mondiali 2014                                                       | -                                                                         | 83’ 86’                                                                   |
| 15-11-2013                                                                | Breslavia                                                                 | Polonia                                                                   | 0 – 2                                                                     | Slovacchia                                                                | Amichevole                                                                | 1                                                                         | 90’                                                                       |
| 8-9-2014                                                                  | Kiev                                                                      | Ucraina                                                                   | 0 – 1                                                                     | Slovacchia                                                                | Qual. Euro 2016                                                           | -                                                                         | 35’                                                                       |
| 9-10-2014                                                                 | Žilina                                                                    | Slovacchia                                                                | 2 – 1                                                                     | Spagna                                                                    | Qual. Euro 2016                                                           | 1                                                                         | 4’ 83’                                                                    |
| 12-10-2014                                                                | Barysaŭ                                                                   | Bielorussia                                                               | 1 – 3                                                                     | Slovacchia                                                                | Qual. Euro 2016                                                           | -                                                                         | 86’                                                                       |
| 15-11-2014                                                                | Skopje                                                                    | Macedonia                                                                 | 0 – 2                                                                     | Slovacchia                                                                | Qual. Euro 2016                                                           | 1                                                                         | 55’                                                                       |
| 27-3-2015                                                                 | Žilina                                                                    | Slovacchia                                                                | 3 – 0                                                                     | Lussemburgo                                                               | Qual. Euro 2016                                                           | -                                                                         | 59’                                                                       |
| 14-6-2015                                                                 | Žilina                                                                    | Slovacchia                                                                | 2 – 1                                                                     | Macedonia                                                                 | Qual. Euro 2016                                                           | -                                                                         | 26’ 73’                                                                   |
| 8-9-2015                                                                  | Žilina                                                                    | Slovacchia                                                                | 0 – 0                                                                     | Ucraina                                                                   | Qual. Euro 2016                                                           | -                                                                         |                                                                           |
| 9-10-2015                                                                 | Žilina                                                                    | Slovacchia                                                                | 0 – 1                                                                     | Bielorussia                                                               | Qual. Euro 2016                                                           | -                                                                         |                                                                           |
| 12-10-2015                                                                | Lussemburgo                                                               | Lussemburgo                                                               | 2 – 4                                                                     | Slovacchia                                                                | Qual. Euro 2016                                                           | -                                                                         | 65’                                                                       |
| 13-11-2015                                                                | Trnava                                                                    | Slovacchia                                                                | 3 – 2                                                                     | Svizzera                                                                  | Amichevole                                                                | -                                                                         | 74’                                                                       |
| 29-5-2016                                                                 | Augusta                                                                   | Germania                                                                  | 1 – 3                                                                     | Slovacchia                                                                | Amichevole                                                                | 1                                                                         | 81’                                                                       |
| 4-6-2016                                                                  | Trnava                                                                    | Slovacchia                                                                | 0 – 0                                                                     | Irlanda del Nord                                                          | Amichevole                                                                | -                                                                         | 84’                                                                       |
| 11-6-2016                                                                 | Bordeaux                                                                  | Galles                                                                    | 2 – 1                                                                     | Slovacchia                                                                | Euro 2016 - 1º turno                                                      | -                                                                         | 83’                                                                       |
| 15-6-2016                                                                 | Lilla                                                                     | Russia                                                                    | 1 – 2                                                                     | Slovacchia                                                                | Euro 2016 - 1º turno                                                      | -                                                                         |                                                                           |
| 20-6-2016                                                                 | Saint-Étienne                                                             | Slovacchia                                                                | 0 – 0                                                                     | Inghilterra                                                               | Euro 2016 - 1º turno                                                      | -                                                                         |                                                                           |
| 26-6-2016                                                                 | Lilla                                                                     | Germania                                                                  | 3 – 0                                                                     | Slovacchia                                                                | Euro 2016 - Ottavi di finale                                              | -                                                                         | 90’                                                                       |
| 8-10-2016                                                                 | Lubiana                                                                   | Slovenia                                                                  | 1 – 0                                                                     | Slovacchia                                                                | Qual. Mondiali 2018                                                       | -                                                                         | 88’                                                                       |
| 11-10-2016                                                                | Trnava                                                                    | Slovacchia                                                                | 3 – 0                                                                     | Scozia                                                                    | Qual. Mondiali 2018                                                       | -                                                                         |                                                                           |
| 11-11-2016                                                                | Trnava                                                                    | Slovacchia                                                                | 4 – 0                                                                     | Lituania                                                                  | Qual. Mondiali 2018                                                       | 1                                                                         |                                                                           |
| 26-3-2017                                                                 | Ta' Qali                                                                  | Malta                                                                     | 1 – 3                                                                     | Slovacchia                                                                | Qual. Mondiali 2018                                                       | -                                                                         | 70’ 74’                                                                   |
| 1-9-2017                                                                  | Trnava                                                                    | Slovacchia                                                                | 1 – 0                                                                     | Slovenia                                                                  | Qual. Mondiali 2018                                                       | -                                                                         | 65’                                                                       |
| 5-10-2017                                                                 | Glasgow                                                                   | Scozia                                                                    | 1 – 0                                                                     | Slovacchia                                                                | Qual. Mondiali 2018                                                       | -                                                                         | 21’ 80’                                                                   |
| 31-5-2018                                                                 | Trnava                                                                    | Slovacchia                                                                | 1 – 1                                                                     | Paesi Bassi                                                               | Amichevole                                                                | -                                                                         | 63’                                                                       |
| 4-6-2018                                                                  | Ginevra                                                                   | Slovacchia                                                                | 1 – 2                                                                     | Marocco                                                                   | Amichevole                                                                | -                                                                         | 51’                                                                       |
| 5-9-2018                                                                  | Trnava                                                                    | Slovacchia                                                                | 3 – 0                                                                     | Danimarca                                                                 | Amichevole                                                                | -                                                                         | 61’                                                                       |
| 9-9-2018                                                                  | Leopoli                                                                   | Ucraina                                                                   | 1 – 0                                                                     | Slovacchia                                                                | UEFA Nations League 2018-2019 - 1º turno                                  | -                                                                         | 71’                                                                       |
| 13-10-2018                                                                | Trnava                                                                    | Slovacchia                                                                | 1 – 2                                                                     | Rep. Ceca                                                                 | UEFA Nations League 2018-2019 - 1º turno                                  | -                                                                         | 54’                                                                       |
| 16-10-2018                                                                | Solna                                                                     | Svezia                                                                    | 1 – 1                                                                     | Slovacchia                                                                | Amichevole                                                                | -                                                                         | 57’                                                                       |
| 16-11-2018                                                                | Trnava                                                                    | Slovacchia                                                                | 4 – 1                                                                     | Ucraina                                                                   | UEFA Nations League 2018-2019 - 1º turno                                  | 1                                                                         | 29’                                                                       |
| 21-3-2019                                                                 | Trnava                                                                    | Slovacchia                                                                | 2 – 0                                                                     | Ungheria                                                                  | Qual. Euro 2020                                                           | -                                                                         | 51’                                                                       |
| 24-3-2019                                                                 | Cardiff                                                                   | Galles                                                                    | 1 – 0                                                                     | Slovacchia                                                                | Qual. Euro 2020                                                           | -                                                                         | 90+6’                                                                     |
| 11-6-2019                                                                 | Baku                                                                      | Azerbaigian                                                               | 1 – 5                                                                     | Slovacchia                                                                | Qual. Euro 2020                                                           | 1                                                                         |                                                                           |
| 6-9-2019                                                                  | Bratislava                                                                | Slovacchia                                                                | 0 – 4                                                                     | Croazia                                                                   | Qual. Euro 2020                                                           | -                                                                         | 63’                                                                       |
| 9-9-2019                                                                  | Budapest                                                                  | Ungheria                                                                  | 1 – 2                                                                     | Slovacchia                                                                | Qual. Euro 2020                                                           | -                                                                         | 85’                                                                       |
| 10-10-2019                                                                | Trnava                                                                    | Slovacchia                                                                | 1 – 1                                                                     | Galles                                                                    | Qual. Euro 2020                                                           | 1                                                                         |                                                                           |
| 16-11-2019                                                                | Fiume                                                                     | Croazia                                                                   | 3 – 1                                                                     | Slovacchia                                                                | Qual. Euro 2020                                                           | -                                                                         | 79’                                                                       |
| 19-11-2019                                                                | Trnava                                                                    | Slovacchia                                                                | 2 – 0                                                                     | Azerbaigian                                                               | Qual. Euro 2020                                                           | -                                                                         | 85’                                                                       |
| 4-9-2020                                                                  | Bratislava                                                                | Slovacchia                                                                | 1 – 3                                                                     | Rep. Ceca                                                                 | UEFA Nations League 2020-2021 - 1º turno                                  | -                                                                         | cap. 75’                                                                  |
| 7-9-2020                                                                  | Netanya                                                                   | Israele                                                                   | 1 – 1                                                                     | Slovacchia                                                                | UEFA Nations League 2020-2021 - 1º turno                                  | -                                                                         | cap.                                                                      |
| 8-10-2020                                                                 | Bratislava                                                                | Slovacchia                                                                | 0 – 0 dts (4 – 2 dtr)                                                     | Irlanda                                                                   | Qual. Euro 2020                                                           | -                                                                         | 86’                                                                       |
| 11-10-2020                                                                | Glasgow                                                                   | Scozia                                                                    | 1 – 0                                                                     | Slovacchia                                                                | UEFA Nations League 2020-2021 - 1º turno                                  | -                                                                         | 62’ 83’                                                                   |
| 12-11-2020                                                                | Belfast                                                                   | Irlanda del Nord                                                          | 1 – 2 dts                                                                 | Slovacchia                                                                | Qual. Euro 2020                                                           | 1                                                                         |                                                                           |
| 15-11-2020                                                                | Trnava                                                                    | Slovacchia                                                                | 1 – 0                                                                     | Scozia                                                                    | UEFA Nations League 2020-2021 - 1º turno                                  | -                                                                         | 44’ 61’                                                                   |
| 18-11-2020                                                                | Plzeň                                                                     | Rep. Ceca                                                                 | 2 – 0                                                                     | Slovacchia                                                                | UEFA Nations League 2020-2021 - 1º turno                                  | -                                                                         | 67’                                                                       |
| 24-3-2021                                                                 | Nicosia                                                                   | Cipro                                                                     | 0 – 0                                                                     | Slovacchia                                                                | Qual. Mondiali 2022                                                       | -                                                                         | cap.                                                                      |
| 27-3-2021                                                                 | Trnava                                                                    | Slovacchia                                                                | 2 – 2                                                                     | Malta                                                                     | Qual. Mondiali 2022                                                       | -                                                                         | cap. 46’                                                                  |
| 30-3-2021                                                                 | Trnava                                                                    | Slovacchia                                                                | 2 – 1                                                                     | Russia                                                                    | Qual. Mondiali 2022                                                       | -                                                                         | cap.                                                                      |
| 6-6-2021                                                                  | Vienna                                                                    | Austria                                                                   | 0 – 0                                                                     | Slovacchia                                                                | Amichevole                                                                | -                                                                         | cap. 63’                                                                  |
| 14-6-2021                                                                 | San Pietroburgo                                                           | Polonia                                                                   | 1 – 2                                                                     | Slovacchia                                                                | Euro 2020 - 1º turno                                                      | -                                                                         |                                                                           |
| 18-6-2021                                                                 | San Pietroburgo                                                           | Svezia                                                                    | 1 – 0                                                                     | Slovacchia                                                                | Euro 2020 - 1º turno                                                      | -                                                                         |                                                                           |
| 23-6-2021                                                                 | Siviglia                                                                  | Slovacchia                                                                | 0 – 5                                                                     | Spagna                                                                    | Euro 2020 - 1º turno                                                      | -                                                                         | [ 43 ]                                                                    |
| 1-9-2021                                                                  | Lubiana                                                                   | Slovenia                                                                  | 1 – 1                                                                     | Slovacchia                                                                | Qual. Mondiali 2022                                                       | -                                                                         | 90’                                                                       |
| 4-9-2021                                                                  | Bratislava                                                                | Slovacchia                                                                | 0 – 1                                                                     | Croazia                                                                   | Qual. Mondiali 2022                                                       | -                                                                         |                                                                           |
| 8-10-2021                                                                 | Kazan'                                                                    | Russia                                                                    | 1 – 0                                                                     | Slovacchia                                                                | Qual. Mondiali 2022                                                       | -                                                                         | 52’ 64’                                                                   |
| 11-10-2021                                                                | Osijek                                                                    | Croazia                                                                   | 2 – 2                                                                     | Slovacchia                                                                | Qual. Mondiali 2022                                                       | -                                                                         | 69’ 85’                                                                   |
| 3-6-2022                                                                  | Novi Sad                                                                  | Bielorussia                                                               | 0 – 1                                                                     | Slovacchia                                                                | UEFA Nations League 2022-2023 - 1º turno                                  | -                                                                         | 74’                                                                       |
| 6-6-2022                                                                  | Trnava                                                                    | Slovacchia                                                                | 0 – 1                                                                     | Kazakistan                                                                | UEFA Nations League 2022-2023 - 1º turno                                  | -                                                                         | 39’                                                                       |
| 13-6-2022                                                                 | Astana                                                                    | Kazakistan                                                                | 2 – 1                                                                     | Slovacchia                                                                | UEFA Nations League 2022-2023 - 1º turno                                  | -                                                                         | cap. 90+5’                                                                |
| 25-9-2022                                                                 | Bačka Topola                                                              | Slovacchia                                                                | 1 – 1                                                                     | Bielorussia                                                               | UEFA Nations League 2022-2023 - 1º turno                                  | -                                                                         | 87’                                                                       |
| 17-11-2022                                                                | Podgorica                                                                 | Montenegro                                                                | 2 – 2                                                                     | Slovacchia                                                                | Amichevole                                                                | 1                                                                         | 61’                                                                       |
| 23-3-2023                                                                 | Trnava                                                                    | Slovacchia                                                                | 0 – 0                                                                     | Lussemburgo                                                               | Qual. Euro 2024                                                           | -                                                                         | cap.                                                                      |
| 26-3-2023                                                                 | Bratislava                                                                | Slovacchia                                                                | 2 – 0                                                                     | Bosnia ed Erzegovina                                                      | Qual. Euro 2024                                                           | -                                                                         | cap.                                                                      |
| 17-6-2023                                                                 | Reykjavík                                                                 | Islanda                                                                   | 1 – 2                                                                     | Slovacchia                                                                | Qual. Euro 2024                                                           | 1                                                                         |                                                                           |
| 20-6-2023                                                                 | Vaduz                                                                     | Liechtenstein                                                             | 0 – 1                                                                     | Slovacchia                                                                | Qual. Euro 2024                                                           | -                                                                         |                                                                           |
| 8-9-2023                                                                  | Bratislava                                                                | Slovacchia                                                                | 0 – 1                                                                     | Portogallo                                                                | Qual. Euro 2024                                                           | -                                                                         | 75’                                                                       |
| 13-10-2023                                                                | Porto                                                                     | Portogallo                                                                | 3 – 2                                                                     | Slovacchia                                                                | Qual. Euro 2024                                                           | -                                                                         | 46’                                                                       |
| 16-10-2023                                                                | Lussemburgo                                                               | Lussemburgo                                                               | 0 – 1                                                                     | Slovacchia                                                                | Qual. Euro 2024                                                           | -                                                                         |                                                                           |
| 16-11-2023                                                                | Bratislava                                                                | Slovacchia                                                                | 4 – 2                                                                     | Islanda                                                                   | Qual. Euro 2024                                                           | 1                                                                         |                                                                           |
| 19-11-2023                                                                | Zenica                                                                    | Bosnia ed Erzegovina                                                      | 1 – 2                                                                     | Slovacchia                                                                | Qual. Euro 2024                                                           | -                                                                         | 66’                                                                       |
| 23-3-2024                                                                 | Bratislava                                                                | Slovacchia                                                                | 0 – 2                                                                     | Austria                                                                   | Amichevole                                                                | -                                                                         | cap. 63’                                                                  |
| 26-3-2024                                                                 | Oslo                                                                      | Norvegia                                                                  | 1 – 1                                                                     | Slovacchia                                                                | Amichevole                                                                | -                                                                         | cap.                                                                      |
| 9-6-2024                                                                  | Trnava                                                                    | Slovacchia                                                                | 4 – 0                                                                     | Galles                                                                    | Amichevole                                                                | 1                                                                         | 82’                                                                       |
| 17-6-2024                                                                 | Francoforte sul Meno                                                      | Belgio                                                                    | 0 – 1                                                                     | Slovacchia                                                                | Euro 2024 - 1º turno                                                      | -                                                                         |                                                                           |
| 21-6-2024                                                                 | Düsseldorf                                                                | Slovacchia                                                                | 1 – 2                                                                     | Ucraina                                                                   | Euro 2024 - 1º turno                                                      | -                                                                         |                                                                           |
| 26-6-2024                                                                 | Francoforte sul Meno                                                      | Slovacchia                                                                | 1 – 1                                                                     | Romania                                                                   | Euro 2024 - 1º turno                                                      | -                                                                         |                                                                           |
| 30-6-2024                                                                 | Gelsenkirchen                                                             | Inghilterra                                                               | 2 – 1 dts                                                                 | Slovacchia                                                                | Euro 2024 - Ottavi di finale                                              | -                                                                         | 13’ 81’                                                                   |
| 8-9-2024                                                                  | Košice                                                                    | Slovacchia                                                                | 2 – 0                                                                     | Azerbaigian                                                               | UEFA Nations League 2024-2025 - 1º turno                                  | -                                                                         |                                                                           |
| Totale                                                                    |                                                                           | Presenze (3º posto)                                                       | 112                                                                       |                                                                           | Reti (6º posto)                                                           | 14                                                                        |                                                                           |

## Palmarès

### Club

#### Competizioni nazionali
- Campionato ceco: 1

Sparta Praga: 2009-2010
- Český Superpohár: 1

Sparta Praga: 2010
- Supercoppa italiana: 1

Milan: 2016
- Campionato slovacco: 3

Slovan Bratislava: 2022-2023, 2023-2024, 2024-2025